# Satur Grech
Saturnino Grech Pomares (Alicante, España, 6 de junio de 1914 – Palma, España, 31 de julio de 2001) conocido como Satur Grech fue un futbolista y entrenador de fútbol español.

## Trayectoria
Se inició como futbolista en el Poblenou de Barcelona, pasando luego por el Real Murcia, La UD Cartagena, el RCD Español, el CE Sabadell y Constancia. En 1942 ficha por el RCD Mallorca, donde permanece 6 temporadas hasta que en 1947 se va al Arenas de Zaragoza. Allí cuelga las botas para dedicarse a entrenar.
Sus inicios como entrenador son en el Constancia, para luego ir a la UD Las Palmas, con la que consiguió el segundo ascenso a primera del club canario.
Posteriormente pasó por el Sevilla, el Hércules, Mallorca, el Atlético Baleares, el Tenerife, el Racing de Ferrol, la Compostela, el Lleida para retirarse en el Constancia.